# Pogorzelice (gromada)
Pogorzelice (alt. Pogorzelice Słupskie) – dawna gromada, czyli najmniejsza jednostka podziału terytorialnego Polskiej Rzeczypospolitej Ludowej w latach 1954–1972.
Gromady, z gromadzkimi radami narodowymi (GRN) jako organami władzy najniższego stopnia na wsi, funkcjonowały od reformy reorganizującej administrację wiejską przeprowadzonej jesienią 1954 do momentu ich zniesienia z dniem 1 stycznia 1973, tym samym wypierając organizację gminną w latach 1954–1972.
Gromadę Pogorzelice z siedzibą GRN w Pogorzelicach utworzono – jako jedną z 8759 gromad na obszarze Polski – w powiecie lęborskim w woj. gdańskim na mocy uchwały nr 20/III/54 WRN w Gdańsku z dnia 5 października 1954. W skład jednostki weszły obszary dotychczasowych gromad Leśnice ze zniesionej gminy Nowa Wieś Lęborska i Unieszyno ze zniesionej gminy Cewice w powiecie lęborskim w woj. gdańskim, a także obszary dotychczasowych gromad Pogorzelice i Darżewo ze zniesionej gminy Potęgowo w powiecie słupskim w woj. koszalińskim. Dla gromady ustalono 13 członków gromadzkiej rady narodowej.
1 stycznia 1958 do gromady Pogorzelice włączono wieś Małoszyce oraz miejscowości Małoszyn i Nowotno ze znoszonej gromady Maszewo w tymże powiecie.
1 stycznia 1959 z gromady Pogorzelice wyłączono miejscowość Nowotno, włączając ją do gromady Cewice w tymże powiecie.
1 stycznia 1962 gromadę zniesiono, a jej obszar włączono do gromad: Cewice (miejscowości Unieszyno i Unieszyniec) i Nowa Wieś Lęborska (miejscowości Pogorzelice, Darżewo, Chojnowo, Stare Ositno, Nowe Ositno, Bąkowo, Śmielcz, Laska, Nowinki, Szydlice, Szydliczki, Zapadłe, Dziechlino, Małoszyn, Nowotno, Małoszyce, Betleem, Leśnice i Leśnice Piaskowe) w tymże powiecie.